# Butan-1,2-diol
El butan-1,2-diol és un compost orgànic amb la fórmula HOCH2(HO)CHCH2CH3. És un diol que va ser descrit per primera vegada per Charles Adolphe Wurtz l'any 1859. És un líquid incolor que presenta quiralitat, encara que normalment es troba com la mescla racèmica.

## Preparació
Es produeix industrialment per hidratació d'1,2-epoxibutà.
Aquest procés requereix que hi hagi un excés d'aigua d'entre deu a vint vegades per tal de suprimir la formació de polièters. Segons la quantitat d'excés d'aigua, la selectivitat varia del 70 al 92%.
L'àcid sulfúric o les resines de bescanvi iònic fortament àcides es poden utilitzar com a catalitzadors i d'aquesta manera la reacció es pot produir per sota dels 160°C i amb una pressió una mica per sobre de la pressió atmosfèrica.
El butan-1,2-diol és un subproducte de la producció de butan-1,4-diol a partir del butadiè. També és un subproducte de l'hidrocraqueig catalític de midons i sucres com el sorbitol a etilenglicol i propilenglicol.
També es pot obtenir a partir de la dihidroxilació del but-1-è per OsO4.

## Aplicacions
Ha estat patentat per a la producció de resines de polièster i plastificants. És una matèria primera potencial per a la producció industrial d'àcid α-cetobutíric, un precursor d'alguns aminoàcids.

## Seguretat
La DL50 (oral en rates) és de 16 g/kg.